# 체코의 세계유산

체코의 세계유산은 세계유산 위원회를 거쳐 유네스코 세계유산에 등재된 체코의 세계유산을 일컫는다. 체코는 1993년 3월 26일 유네스코에 비준하였으며 15건의 문화유산과 1건의 자연유산을 보유하고 있다.

## 목록

### 문화유산
| No. | 사진         | 등록명                                                                             | 소재지                                                          | 등록년도 | 등록기준      | 유네스코 지정번호 | 비고            |
| 1   |              | 프라하 역사 지구                                                                   | 프라하                                                          | 1992년   | (ⅱ), (ⅳ), (ⅵ) | 616               |                 |
| 2   |              | 체스키크룸로프 역사 지구                                                           | 남보헤미아주                                                    | 1992년   | (ⅳ)           | 617               |                 |
| 3   |              | 텔치 역사 지구                                                                     | 비소치나주                                                      | 1992년   | (ⅰ), (ⅳ)      | 621               |                 |
| 4   |              | 젤레나 호라의 성 얀 네포무츠키 순례 교회                                           | 비소치나주                                                      | 1994년   | (ⅳ)           | 690               |                 |
| 5   |              | 쿠트나호라 : 성바르바라 성당이 있는 역사 지구와 세들레츠에 있는 성모 마리아 대성당 | 중앙보헤미아주                                                  | 1995년   | (ⅱ), (ⅳ)      | 732               |                 |
| 6   |              | 레드니체 · 발티체 문화 경관                                                        | 남모라바주                                                      | 1996년   | (ⅰ), (ⅱ), (ⅳ) | 763               |                 |
| 7   |              | 크로메르지시의 정원과 성                                                           | 즐린주                                                          | 1998년   | (ⅱ), (ⅳ)      | 860               |                 |
| 8   |              | 홀라쇼비체 역사 마을 보존 지구                                                     | 남보헤미아주                                                    | 1998년   | (ⅱ), (ⅳ)      | 861               |                 |
| 9   |              | 리토미슐성                                                                         | 파르두비체주                                                    | 1999년   | (ⅱ), (ⅳ)      | 901               |                 |
| 10  |              | 올로모우츠의 성 삼위일체 석주                                                      | 올로모우츠주                                                    | 2000년   | (ⅰ), (ⅳ)      | 859               |                 |
| 11  |              | 브르노의 투겐타트 별장                                                             | 남모라바주                                                      | 2001년   | (ⅱ), (ⅳ)      | 1052              |                 |
| 12  |              | 트르제비치의 유대인 지구와 성 프로코피우스 바실리카                                | 비소치나주                                                      | 2003년   | (ⅱ), (ⅲ)      | 1078              |                 |
| 13  |              | 에르츠게비르게 / 크루쉬노호지 광산 지역                                            | 체코 카를로비바리주 우스티주 독일 작센주                        | 2019년   | (ⅱ), (ⅲ), (ⅳ) | 1478              |                 |
| 14  |              | 클라드루비 나드 라벰의 의전용 말 사육 및 훈련소 경관                               | 파르두비체주                                                    | 2019년   | (ⅳ), (ⅴ)      | 1589              |                 |
| 15  | 카를로비바리 | 유럽의 대 온천 마을                                                                | 체코 카를로비바리주 오스트리아 벨기에 프랑스 독일 이탈리아 영국 | 2021년   | (ⅱ), (ⅲ)      | 1613              | 7개국 공동 등재 |

### 자연유산
| No. | 사진 | 등록명                                                               | 소재지 | 등록년도 | 등록기준 | 유네스코 지정번호 | 비고        |
| 1   |      | 카르파티아 및 유럽의 기타 지역에 생육하는 고대 및 원시 너도밤나무 숲 | 체코 독일 루마니아 벨기에 보스니아 헤르체고비나 북마케도니아 불가리아 스위스 스페인 슬로바키아 슬로베니아 알바니아 오스트리아 우크라이나 이탈리아 크로아티아 폴란드 프랑스 | 2021년   | (ⅸ)      | 1133              | 18개국 공유 |